# Orchamps-Vennes
Orchamps-Vennes è un comune francese di 1 890 abitanti situato nel dipartimento del Doubs nella regione della Borgogna-Franca Contea.

## Società

### Evoluzione demografica
Abitanti censiti